# Mario Casilli
Mario A. Casilli (22 janvier 1931 - 25 avril 2002) est un photographe américain.

## Biographie
Il étudie à l'Institute of Art de Cleveland à partir de 14 ans. Après l'école, il sert dans la marine des États-Unis avant de s'installer à Hollywood. Salarié pendant quelques années, il ouvre son propre studio photographique et a une carrière couronnée de succès. Il photographie de nombreuses personnalités et devient également célèbre comme un des photographes attitrés du magazine Playboy.
Pour Playboy, il photographie 57 playmates entre septembre 1957 (Jacquelyn Prescott) et octobre 1981 (Kelly Ann Tough), et notamment plusieurs Playmates de l'année : Linda Gamble, Christa Speck, Jo Collins, Connie Kreski, Claudia Jennings et Dorothy Stratten. Il a aussi réalisé des couvertures pour le magazine, et illustré des articles de charme consacrés à des célébrités telles que Valerie Perrine, Victoria Principal, Joan Collins et Mariel Hemingway.
Son style marque fortement et influence son époque. Il continue à photographier jusque dans ses dernières années et tient un studio en Californie du Sud jusqu'à sa mort à Altadena en 2002. 
Mario Casilli a aussi collaboré à des films : Star 80 (en 1983, sur la vie et la mort de Dorothy Stratten, la playmate assassinée) et Nuts (1987).